# Белорусский корпус самообороны
Белорусский корпус самообороны (Белорусская самооборона, БКС, бел. Беларускі корпус самааховы, нем. Weißruthenisches Selbstschutzkorps) — военизированное соединение Белорусской народной самопомощи (БНС), созданное по приказу генерального комиссара Генерального округа Белоруссия Вильгельма Кубе от 16 июля 1942 года ради помощи «немецкой и местной полиции в борьбе против большевиков и саботажников». Оружие и амуниция должны были поставляться немецкой полицией. Главным комендантом стал глава БНС Иван Ермаченко, при нём также образовали штаб БКС.
Немецкая пропаганда утверждала, что БКС уничтожит партизан и станет зародышем белорусской армии в будущем.
С начала августа 1942 года в Минске открылись 3-недельные офицерские курсы (руководитель Франтишек Кушель), на которых прошли подготовку около 260 чел. Всего было создано 20 батальонов и несколько смешанных единиц БКС, которые, однако, не выполнили возложенных на них задач. Одна из главных причин этого заключалась в том, что для БКС не удалось получить необходимое количество оружия.
Безоружные «самооборонцы» и их семьи стали объектом террора со стороны партизан, как только стало известно о создании белорусской самообороны. С другой стороны, были случаи, когда даже крупные патрули БКС, вооружённые винтовками и автоматическим оружием, при столкновении с партизанами вместо оказания сопротивления переходили на их сторону.
Осенью 1942 года гитлеровцы лишили Ермаченко должности главного коменданта и упразднили штаб. В апреле 1943 года БКС распустили.